# Barron Hilton
William Barron Hilton I (Nueva York, 23 de octubre de 1927-Los Ángeles, California, 19 de septiembre de 2019) fue un empresario estadounidense, copresidente de la cadena de Hoteles Hilton y abuelo de las celebridades Paris y Nicky Hilton.

## Su vida
Uno de los cuatro hijos de Conrad Hilton fue elegido vicepresidente de la cadena de hoteles en 1954, siendo presidente su padre. En 1966, llegó a la presidencia de la cadena. En 1979, cuando Conrad Hilton murió dejando toda su fortuna a Iglesia católica y obras de caridad, Barron inició un juicio, que finalmente ganaría en 1988, argumentando que había ayudado a su padre a construir la cadena de hoteles. Con 87 años, se calculó que su fortuna supera los 2500 millones de dólares.
Se casó en 1947 con Marylin Hawley, tuvo ocho hijos, entre los que se encuentra Richard Hilton, padre de Paris y Nicky.

## Desheredación a sus nietas
El 27 de diciembre de 2007, Barron Hilton decidió donar a sus propias obras benéficas y no a sus nietas Nicky Hilton y Paris Hilton, el 97 % de su fortuna, valorada en 2500 millones de dólares según él.
Con esta donación, Barron Hilton siguió los pasos de su padre, Conrad Hilton, que creó la fundación en 1944 y que al morir, en 1979, dejó su fortuna también a sus propias obras benéficas.